# Les Sablons (Métro Paris)

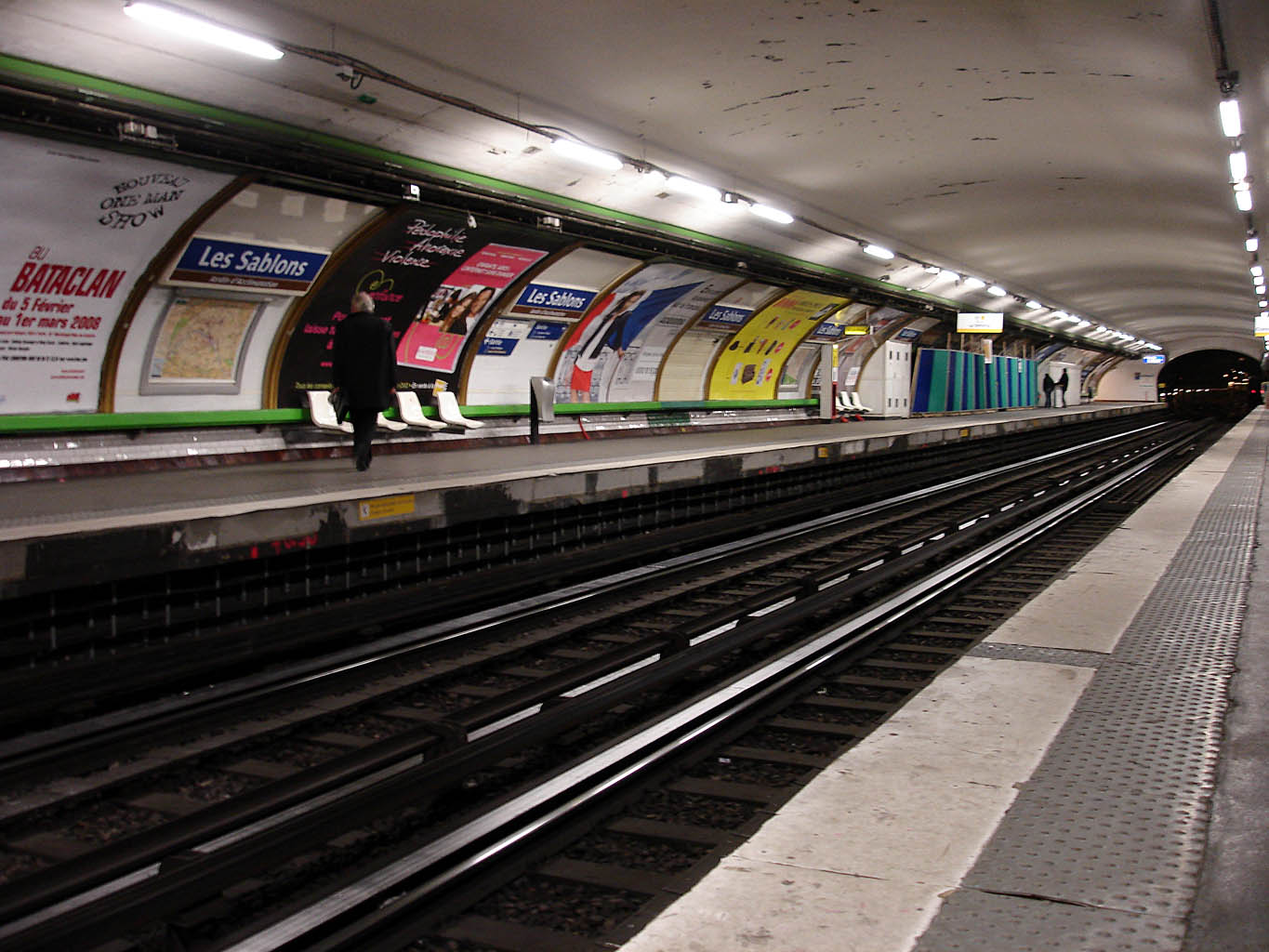
Vor dem Abbau der Wandverkleidungen, 2008

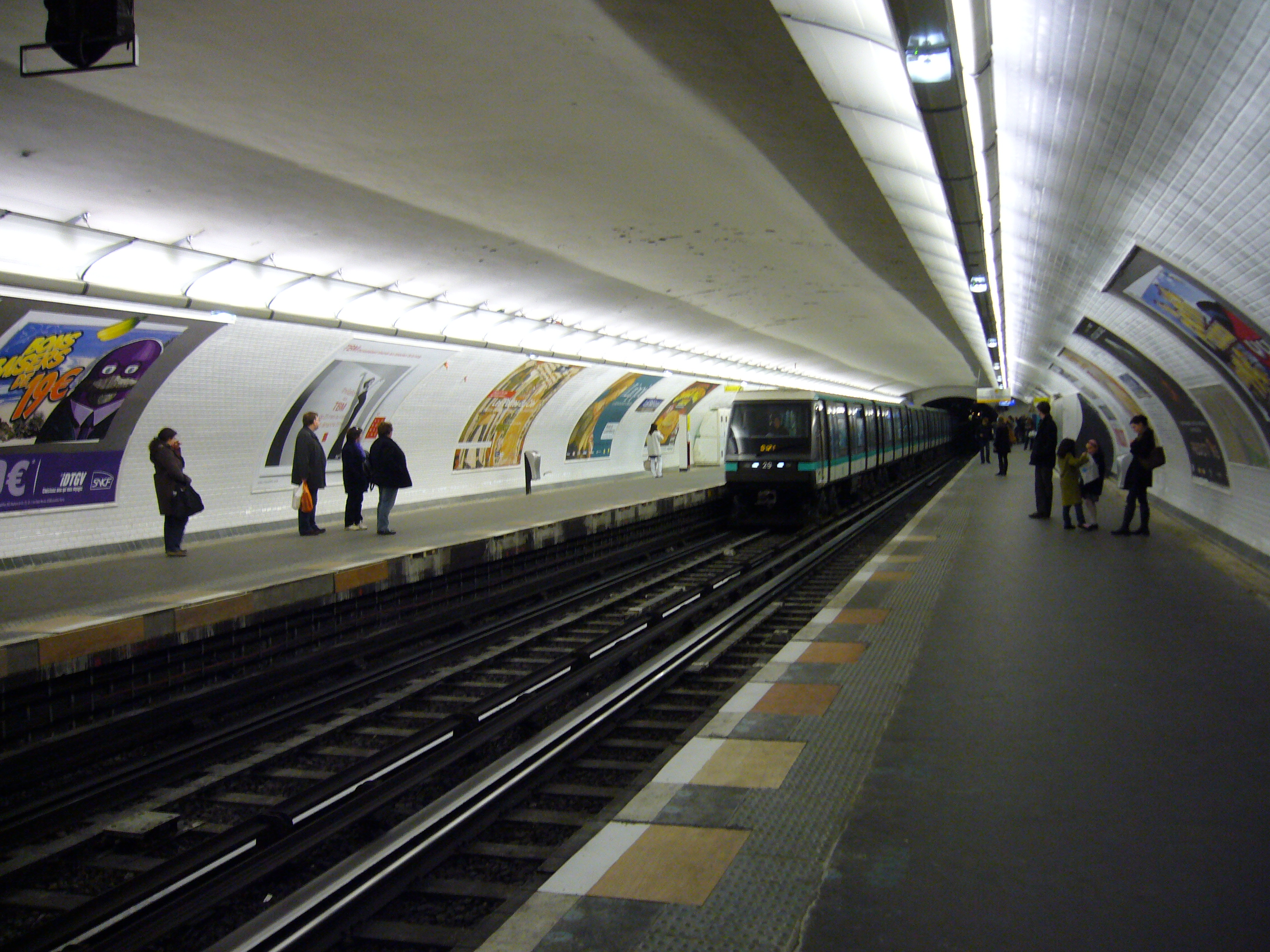
Nach der Renovierung mit einem Zug der Baureihe MP 89 CC, 2009

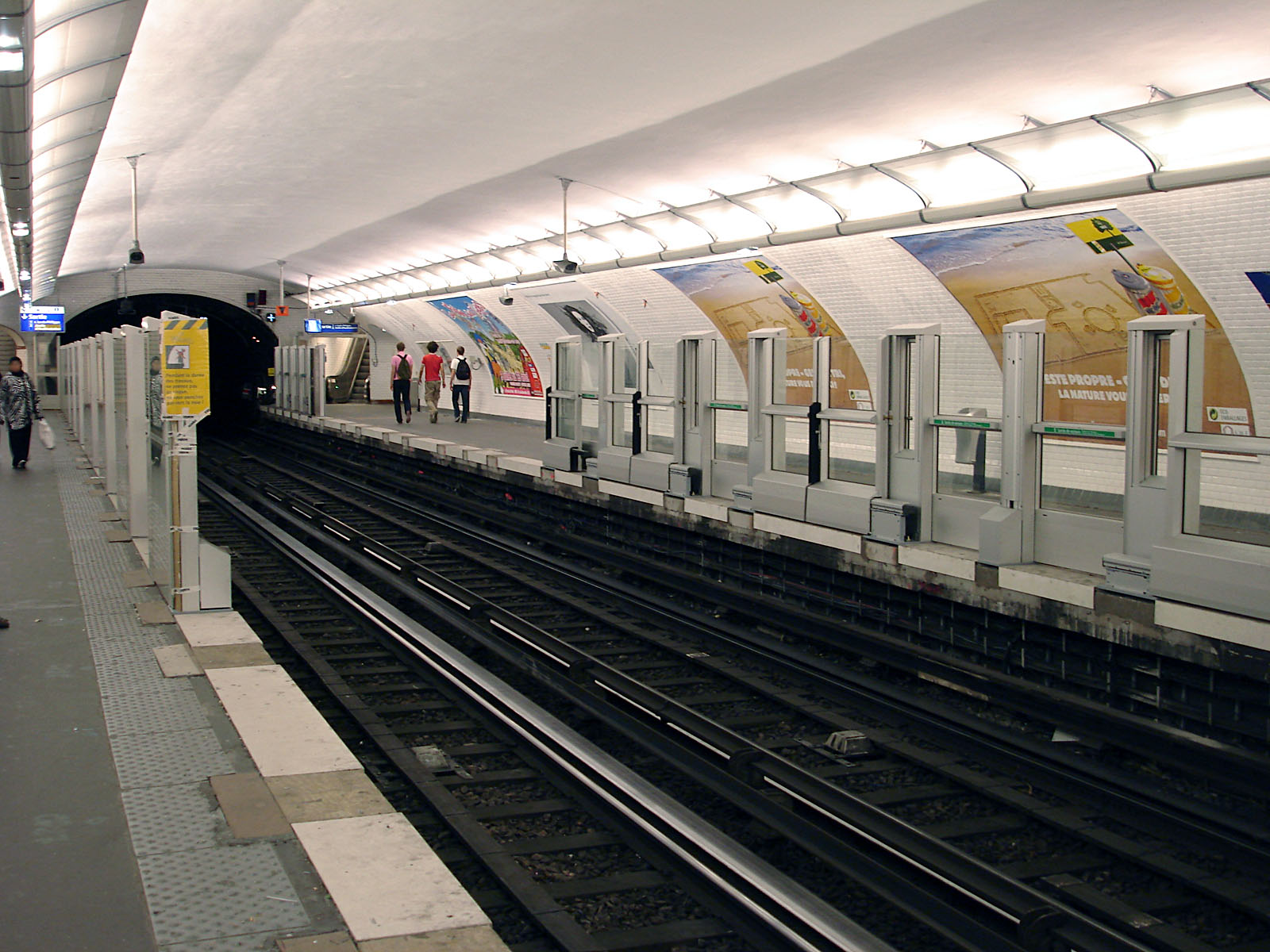
Aufbau der Bahnsteigtüren, 2009

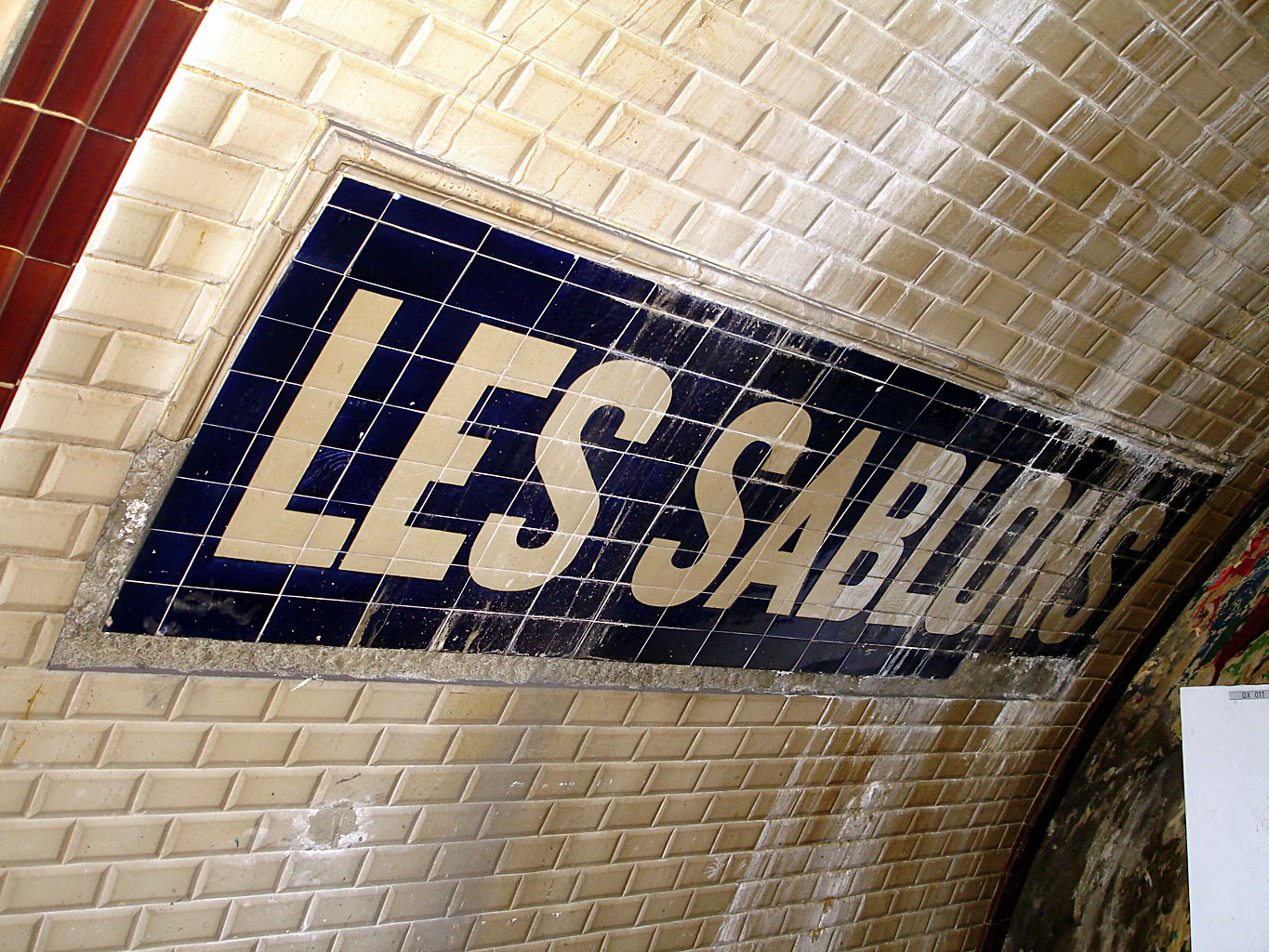
Beim Abbau der Wandpaneele freigelegtes altes Stationsschild, 2008

Der U-Bahnhof Les Sablons [le sablɔ̃] ist eine unterirdische Station der Linie 1 der Pariser Métro.

## Lage
Die Station befindet sich im Südosten des Pariser Vororts Neuilly-sur-Seine. Sie liegt unter der Avenue Charles de Gaulle in Höhe des kreuzenden Straßenzugs Rue d’Orléans – Boulevard des Sablons.

## Name
Namengebend ist der Boulevard des Sablons. Er liegt in der „Plaine des Sablons“ (dt.: Feinsandebene), wo in Sandgruben der Sand für Pariser Bauvorhaben gewonnen wurde.
Die Station trägt den Namenszusatz „Jardin d’Acclimatation“. Er bezieht sich auf die 1860 als Zoologischer Garten eröffnete gleichnamige Parkanlage am nördlichen Rand des nahen Bois de Boulogne.

## Geschichte und Beschreibung
Die Station wurde am 29. April 1937 im Zuge der Verlängerung der Linie 1 von Porte Maillot bis Pont de Neuilly in Betrieb genommen. Sie wurde bereits mit einer Länge von 105 m, theoretisch ausreichend für Sieben-Wagen-Züge, gebaut. Unter einem elliptischen Gewölbe liegen zwei Seitenbahnsteige beiderseits der Streckengleise. Die Seitenwände folgen der Krümmung der Ellipse, sie sind – wie ursprünglich auch die Decke – weiß gefliest.
Anfang der 1960er Jahre wurde die Linie 1 für den Verkehr mit gummibereiften Zügen umgerüstet. In den Jahren 2008 und 2009 wurde die Station renoviert. Die Wandverkleidungen aus der zweiten Hälfte des 20. Jahrhunderts wurden wieder entfernt, ebenso die darunter freigelegten Fliesen und Stationsschilder aus der Anfangszeit. Die Bahnsteige wurden im Hinblick auf den Einsatz von fahrerlosen Zügen angehoben. Zwischen Mai 2011 und Dezember 2012 erfolgte die Umstellung auf automatischen, fahrerlosen Betrieb mit Zügen der Baureihe MP 05. Aus diesem Grund wurden alle Stationen  der Linie 1 bereits zwischen 2009 und 2011 mit Bahnsteigtüren ausgerüstet.
Vom Straßenraum aus existieren vier Zugänge.

## Fahrzeuge
Zunächst verkehrten Fünf-Wagen-Züge der Bauart Sprague-Thomson, die hellgrau (mit rotem 1.-Klasse-Wagen) lackiert waren und sich auf der Linie 1 bis in die 1960er Jahre hielten. Ab Mai 1963 wurden die auf Schienen verkehrenden Sprague-Thomson-Züge sukzessive durch gummibereifte Fahrzeuge (Sechs-Wagen-Züge der Baureihe MP 59) abgelöst, die auf beiderseits des Gleises angebrachten Fahrbalken laufen. Bis Dezember 1964 herrschte Mischverkehr der zwei Betriebsarten. 1997 folgte die Baureihe MP 89 CC, die mit der Aufnahme des automatischen Betriebs der Baureihe MP 05 wich.

## Umgebung
Der 8,46 km² große Bois de Boulogne gehört zu den größten Stadtparks der Welt.